# دریاچه کوچرلا
دریاچه کوچرلا (به لاتین: Lake Kucherla) یک دریاچه در روسیه است که در شهرستان اوست-کوکسینسکی واقع شده‌است.